# (1502) Arenda
(1502) Arenda est un astéroïde de la ceinture principale découvert le 17 novembre 1938 par l'astronome allemand Karl Wilhelm Reinmuth. Le lieu de découverte est Heidelberg (024). Sa désignation provisoire était 1938 WB.